# Illigera glabra
Illigera glabra är en tvåhjärtbladig växtart som beskrevs av Y.R. Li. Illigera glabra ingår i släktet Illigera och familjen Hernandiaceae. Inga underarter finns listade i Catalogue of Life.